# Cotter (Arkansas)
Cotter – miasto w Stanach Zjednoczonych, w stanie Arkansas, w hrabstwie Baxter.